# Juan Carlos Balaguer
Juan Carlos Balaguer Zamora (Valencia, España, 6 de mayo de 1966) es un exfutbolista y entrenador español. Es entrenador de porteros en el Girona F. C. desde 2021.
Como futbolista jugaba de guardameta, y disputó cinco temporadas en la Primera División de España por el Albacete Balompié.

## Clubes

### Como jugador
| Club        | País   | Año       |
| ----------- | ------ | --------- |
| Valencia B  | España | 1984-1990 |
| Albacete    | España | 1990-1996 |
| CP Mérida   | España | 1996-1997 |
| Levante UD  | España | 1997-1998 |
| Real Murcia | España | 1998-1999 |
| Talavera CF | España | 1999-2000 |

### Como entrenador de porteros
| Club            | País   | Año           |
| --------------- | ------ | ------------- |
| CD Castellón    | España | 2004-2011     |
| Villarreal CF B | España | 2011-2012     |
| Hércules CF     | España | 2012-2020     |
| Albacete Juv. A | España | 2020-2021     |
| Albacete B      | España | 2020-2021     |
| Girona FC       | España | 2021-presente |